# 가이우스 마이케나스

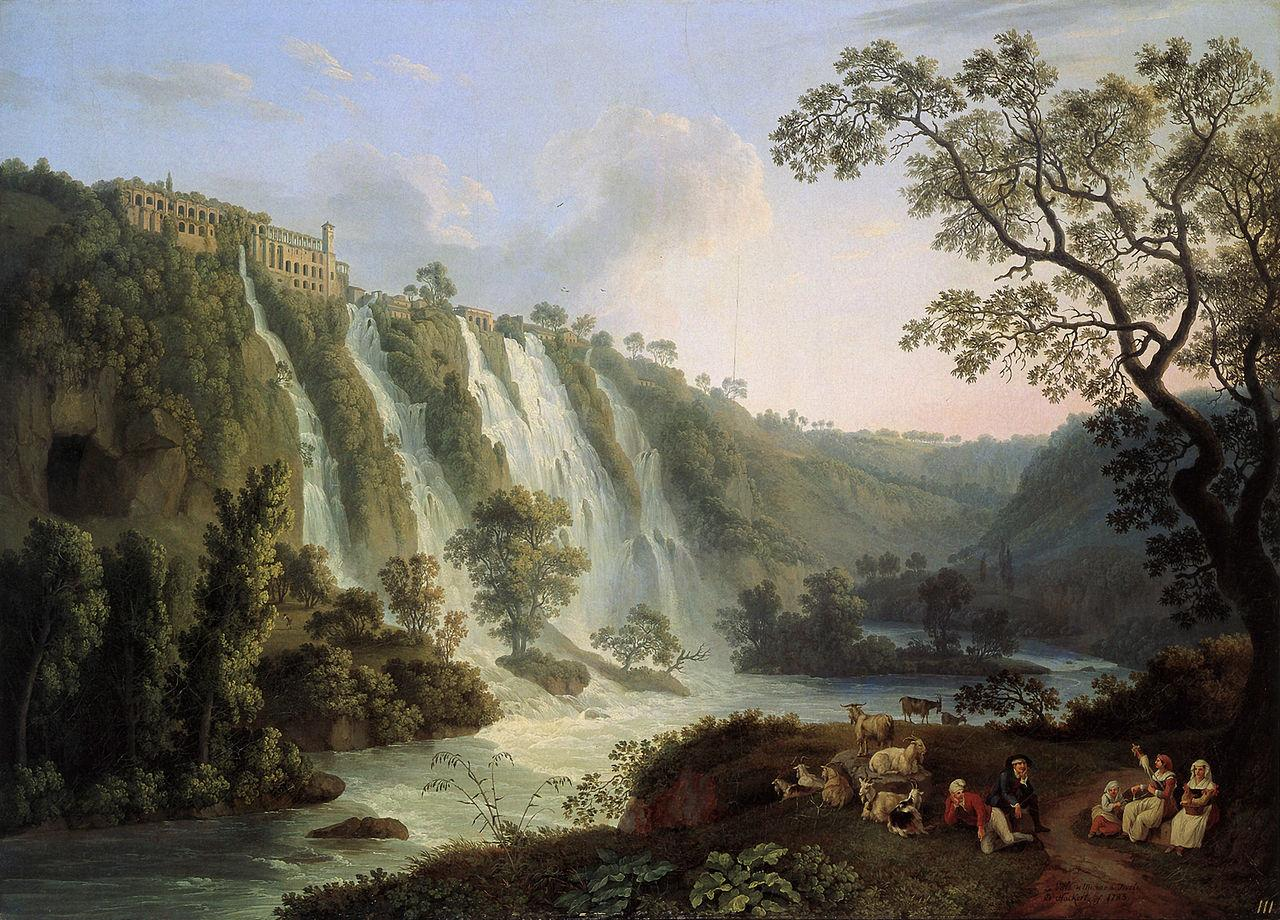
티볼리 (이탈리아)에 있는 마이케나스의 저택, Jacob Philipp Hackert, 1783.

가이우스 마이케나스(Gaius Maecenas: 기원전 68년 ~ 기원전 8년)는 아우구스투스의 충실한 조언자 역할을 했던 정치가이자 외교관이다.
그는, 기원전 42년 필리피 전투에서 옥타비아누스를 만나고, 안토니우스-옥타비아누스-레피두스의 제2차 삼두정치를 이룩했으며, 기원전 30년 로마의 내전을 끝내는 데 기여했다.
그 후, 복고를 표방하는 아우구스투스의 신체제 밑에서 베르길리우스와 호라티우스는 마에케나스의 지원을 받으며, 아우구스투스가 이룩한 팍스 로마나를 찬양하는 시를 썼다.
기원전 17년의 세기제(世紀祭) 때에 호라티우스는 축전가(祝典歌)를 만들었다. 그가 마이케나스에게 소개한 베르길리우스는 「농경시(農耕詩)」로 권농 정책을 지원하고, 장대한 서사시 「아이네아스」에서 세계 지배의 사명을 진 영웅 아이네아스(아우구스투스의 선조)를 노래했다.
그 후, 마이케나스는 기원전 30년 ~ 기원전 8년까지 아우구스투스의 개인 고문을 역임했으며,아우구스투스의 또다른 친구이자 중신이자 장군인 아그리파와 대립하기도 했다. 기원전 8년에 전 재산을 아우구스투스에게 넘기고 62세에 죽었다.

## 메세나(문예 후원)
마이케나스는 젊은 시인들을 지원한 것으로 가장 유명하다. 그의 이름은 훗날 '문화의 후원자'를 의미하는 하나의 보통명사가 되었다. 그는 자신의 영광을 위해 농경시를 쓴 시인 베르길리우스을 지원했다. 베르길리우스도 호라티우스의 시의 감명을 받아 그를 마이케나스에게 소개하기도 했다. 실제로, 호라티우스는 그의 새로운 후원자에게 말을 거는 것으로 그의 오데스(Odes)의 첫 부분을 시작한다. 마이케나스는 그에게 사비니 산맥의 재산을 포함한 재정적 지원을 아끼지 않았다. 프로페르티우스(Propertius)와 짧은 시인 바리우스 루퍼스(Varius Rufus), 플로티우스 투카(Plotius Tucca), 발기우스 루퍼스(Valgius Rufus), 도미티우스 마르수스(Domitius Marsus)도 그의 제자였다.
아낌없는 문학의 후원자로서의 이름을 알린 마이케나스의 성격은 그 후원을 받은 사람들에 의해 감사를 받았고 마르티알리스와 유베날리스로 대표되는 후대 문인들의 회고로 증명된다. 그의 후원은 허영심이나 단순히 호객을 위한 문학 애호 취미가 아니라 국가 로마의 더 높은 이익을 위해 행해졌다고 평가받는다. 마이케나스는 당대 시인들이 가진 천재성에서 지배층이 내놓을 수 있는 가장 효과적인 상징성 뿐만 아니라, 사람들의 마음을 새로운 질서와 조화시키고, 이상적인 영광과 위엄으로 현실 정치에도 영향을 발휘할 수 있는 보이지 않는 힘을 이해하고 인정하고 있었던 인물이었다. 베르길리우스의 목가적인 작품들 속에 보이는 주제 의식의 변화는 그 상당 부분이 정치가가 시인의 천재성에 부여한 방향성의 결과였다. 호라티우스의 초기 작품들이 자신의 서사시는 국가의 일에 관심이 없다고 선언하는 것과 제3권의 국가의 위대함에 대해 찬양하는 시 사이의 유사한 변화는 일부 사람들에 의해 동일한 지침으로 여겨졌다. 그러나, 오데스의 구성이 완전히 연대순으로 된 것은 아니고, 그들의 구성이 Satires와 Epodes 두 책을 모두 따른 것이기 때문에, 이 주장은 명백하게 타당하다; 그러나 의심할 여지 없이 마이케나스의 모임은 로마 오데스(IIII-1-6)와 Pollio, Motum ex Metello (II.1) 같은 다른 작품의 집필에도 영향을 미쳤다.
마이케나스는 또한 프로페르티우스의 조금은 덜 남성적인 천재성을 사랑에 대한 끊임없는 호소에서 대중이 관심있어 하고 더 선호하는 주제로 돌리려고 했는데, 그 노력은 제3권의 아이러니컬한 찬가에서 다소 역효과를 냈다. 그러나 그의 후원 동기가 단지 정치적인 의도뿐이었다면, 결코 그 후원자들로부터 그만큼의 찬사와 애정을 받을 수 없었을 것이다. 마이케나스의 큰 매력은 그의 서클을 형성한 천재들과 그 관계에서 보인 단순함, 친절함 그리고 성실함이었다. 비록 그에게 즐거움을 줄 동료들의 선택에 있어서 일부 특별한 것은 없었지만, 그는 자신의 친밀함에 있어 가치 있는 사람들 외에는 아무 것도 인정하지 않았고, 한번 인정된 순간 그들은 동등한 대우를 받았다. 마이케나스가 발휘한 지혜의 대부분은 아마도 호라티우스의 풍자와 서한에 있을 것이다.그의 이름이 베르길리우스, 호라티우스의 오데스 첫 세 권, 그리고 그의 서한의 첫 번째 책과 같은 지속적인 관심을 가진 작품과 연관되는 것은 다른 문예의 후원자를 자처하는 이들이 따라잡을 수 없는 경지에 이르러 있다.

## 같이 보기
- 타키투스
- 수에토니우스
- 호라티우스

1. ↑  Raccette-Campbell, Melanie (2013). “The Construction of Masculinity in Propertius” (PDF). 《Graduate Department of Classics University of Toronto》.